# 道孚小檗
道孚小檗（学名：[Berberis dawoensis] 错误：{{Lang}}：文本有斜体标记（帮助））是小檗科小檗属的植物，为中国的特有植物。分布在中国大陆的四川、云南等地，生长于海拔3,000米至3,900米的地区，见于山坡灌丛中、林缘及林中，目前尚未由人工引种栽培。